# Fatsah Bouyahmed
Fatsah Bouyahmed, nacido el 22 de abril de 1971 en Bugía (Argelia), es un actor francoargelino.

## Biografía
Fatsah Bouyahmed, hijo de un obrero cabilio que fue a trabajar a Francia, nació en Bugía en 1971. Un año más tarde, gracias a la ayuda de su jefe, su padre logró traer a Francia a su esposa e hijos. Fatsah Bouyahmed creció en Aubervilliers, en Sena-Saint-Denis.
Después de haber fracasado con su módulo de formación profesional de secretariado, se hunde en la pequeña delincuencia, pero rápidamente se da cuenta de que no tiene ninguna aptitud en este ámbito, y decide empezar a trabajar como animador en campamentos. Es entonces donde descubre su vocación por la comedia, yendo a ayudar a una pequeña obra donde actuaba una joven actriz de la que se enamoró. Aprende el oficio de actor siguiendo el curso del Teatro-escuela Étincelles d'Aubervilliers, entre el 1992 y el 1995. El director Carlo Boso toma a Fatsah sobre su ala y le hace integrar la compañía teatral Mystère Bouffe. Durante muchos años, Fatsah Bouyahmed se centró en la carrera del teatro, participando en espectáculos de varias compañías.
En la década de los 2000, Fatsah Bouyahmed aparece en sketches de cámara oculta grabadas para la televisión. Gracias a esto, Jamel Debbouze se fija en él. Los dos comediantes se conocen en una grabación de un sketch radiofónico, y establecen poco después una estrecha colaboración. En 2006 Jamel lo invita a reunirse con el grupo Jamel Comedy Club. Tiempo después, aparece en muchos sketches cómicos retransmitidos por Canal+.
A inicios de los años 2010 ganó notoriedad gracias a su trabajo con Jamel Debbouze, que, durante las galas del Marrakech du rire, le da el rol recurrente de regidor lunar. También es autor o coautor de varios sketches incluidos en los espectáculos del Jamel Comedy Club, en el Marrakech du rire, o en el Made in Jamel. Paralelamente, aparece en el cine con varios papeles secundarios, al lado de Michaël Youn, Kev Adams o del trio de las Kaïra. El rodaje de Né quelque part (2013) le permite conocer al director Mohamed Hamidi. Los dos simpatizan y empiezan el guion de un nuevo filme, titulado La Vache, para el que Jamel Debbouze les ayuda a encontrar financiación. 
En La Vache, Fatsah Bouyahmed interpreta su primer rol principal en pantalla. Para crear su personaje de paisano argelino tierno e ingenuo, dice haberse inspirado en su propio padre. Da la reproducción del filme a Jamel y a Lambert Wilson, y este se estrena en junio de 2016 en salas, donde consiguen más de un millón de espectadores. La Vache consigue a Fatsah el premio de interpretación en el festival del Alpe d'Huez.

## Filmografía

### Cine
- 2010: Coursier de Hervé Renoh: Toff
- 2011: Le Marquis de Dominique Farrugia: Alex
- 2011: Au bistro du coin de Charles Nemes: Flic 2
- 2011: Les Mythos de Denis Thybaud: Khaled
- 2011: Une vie meilleure de Cédric Kahn: Administrador comedor
- 2011: De l'huile sur le feu de Nicolas Benamou: Hicham
- 2012: Les Kaïra de Franck Gastambide: Roger
- 2013: Vive la France de Michaël Youn: Asistente Jafaraz
- 2013: Né quelque part de Mohamed Hamidi: Fatah, el "recepcionista" de la cafetería Secteur.
- 2015: Les Nouvelles Aventures d'Aladin de Arthur Benzaquen: el jefe de seguridad/el jefe guarda
- 2016: La Vache de Mohamed Hamidi (también coautor): Fatah Ballabes
- 2016: La Folle Histoire de Max et Léon de Jonathan Barré: Billal
- 2017: Épouse-moi mon pote de Tarek Boudali: el inspector marroquí
- 2018: Taxi 5 de Franck Gastambide: el taxista marroquí
- 2018: Comment touer sa mère de David Diane y Morgan Spillemaecker: el vecino
- 2018: Neuilly sa mère, sa mère ! de Gabriel Julien-Laferrière: Jean Dupont
- 2018: Las Invisibles de Louis-Julien Petit: Esteban
- 2019: Premier de la classe de Stéphane Ben Lahcene: Karl
- 2020: La Fine Fleur de Pierre Pinaud: Samir
- 2021: Le Derner Mercenaire de David Charhon: el traductor
- 2022: Le Médecin imaginaire de Ahmed Hamidi: Abdel Kader

### Televisión
- 1997: Le Premier qui dit non, de Maurice Failevic
- 2006: Ligne blanche, de Ali Arhab (también coautor)
- 2006: Jamel Comedy Club
- desde 2015: La Petite Histoire de France: Gaspard
- 2015: Péplum

## Teatro
- 1993: Le Cachot, dirigida por Nathalie Incorvaia
- 1994: La P... de sa mère, puesta en escena colectiva
- 1996: Les Précieuses ridicules, dirigida por Philippe Varache
- 1997: La Jalousie du barbouillé, dirigida por Philippe Varache
- 1998: Quai Nord, dirigida por Carlo Boso
- 2000: Les Amants de Vérone, dirigida por Carlo Boso
- 2001: Les Deux Gentilshommes de Vérone, dirigida por Carlo Boso
- 2002: Le Chevalier de la triste figure, dirigida por Luca Franceschi
- 2003: Scaramouche, dirigida por Carlo Boso
- 2004: Pinocchio, dirigida por Franck Biagiotti
- 2006: Bellissimo, dirigida por Anthony Magnier
- 2009: Le Jamel Comedy Club, dirigida por Kader Aoun
- 2023: L'avare, dirigida por Olivier Lopez

## Honores
- Premio Michel Galabru en el Festival Internacional de Cine de Comedia del Alpe d'Huez por su actuación en la película La Vache.